# Янкович, Филип
Филип Янкович (серб. Филип Јанковић; родился 17 января 1995 года, Белград, СР Югославия) — сербский футболист, атакующий полузащитник.

## Клубная карьера
Янкович — воспитанник клуба «Црвена Звезда» из своего родного города. 4 августа 2011 года в поединке Лиги Европы против латышского «Ветспилса» Филип дебютировал за команду, в возрасте 16 лет. Янкович стал самым молодым игроком в истории белградского клуба в европейских соревнованиях. 14 августа в матче против «Спартака» из Суботицы он дебютировал в сербской Суперлиге. В 2012 году Филип завоевал Кубок Сербии.
Летом 2013 года Янкович перешёл в итальянскую «Парму». Сумма трансфера составила 500 тыс. евро. За год он так ни разу не вышел на поле, играя за дублирующую команду. Летом 2014 года Филип был отдан в аренду в «Катанию» для получения игровой практики. В матче против Кротоне он дебютировал в итальянской Серии B.
В начале 2016 года Янкович перешёл в словенский «Домжале». 16 апреля 2016 года в матче против столичной «Олимпии» он дебютировал в чемпионате Словении. Летом того же года Филип перебрался в «Радомлье». 21 октября в матче против «Целе» он дебютировал за новый клуб. 30 ноября в поединке против своего бывшего клуба «Домжале» Янкович забил свой первый гол за «Радомлье».
Летом 2017 года Филип перешёл в испанскую «Эстремадуру». 15 октября 2017 года в матче против дублёров «Лас-Пальмас» он дебютировал за новую команду. В начале 2018 года для получения игровой практики Янкович на правах аренды присоединился к дублёрам «Кордовы», а летом был отправлен в фарм-клуб.
В 2019 году Филип перешёл в «Триглав».

## Международная карьера
Летом 2015 года Янкович в составе молодёжной сборной Сербии выиграл молодёжный чемпионат мира в Новой Зеландии. На турнире он сыграл в матче против сборной Венгрии.

## Достижения
Командные
 «Црвена Звезда»
- Обладатель Кубка Сербии — 2011/12

Международные
 Сербия (до 20)
- Победитель молодёжного чемпионата мира — 2015